# Iranecio davisii
Iranecio davisii là một loài thực vật có hoa trong họ Cúc. Loài này được (Matthews) C.Jeffrey mô tả khoa học đầu tiên năm 1992.